# Rossimyiops whiteheadi
Rossimyiops whiteheadi là một loài ruồi trong họ Tachinidae.